# Chasmina sericea
Chasmina sericea là một loài bướm đêm trong họ Noctuidae.